# Anne Borg
Anne Borg, född 28  september 1936 i Oslo, död 19  december 2016, var en norsk balettdansare och professor i klassisk balett. 

## Biografi
Borg föddes som dotter till ingenjör Reidar Nicolaisen och konstnär Ingrid Sigmundsen. Hon studerade balett hos hos Gerd Kjølaas från 1950 och senare hos Rita Tori och började som sjuttonårig att dansa på olika teatrar i Oslo. Två år senare blev hon solist i Den Norske Ballett. Hon studerade på Rambert Dance Company i London, på Kirovbaletten i Leningrad och på School of American Ballet i New York och blev Den Norske Opera & Balletts första norskfödda balettmästare år 1971. 
Där grundade hon Balettverkstaden som gav norska koreografer och kompositörer  som Arne Nordheim, Ketil Bjørnstad och Synne Skouen möjlighet att utveckla sig inom baletten. Hon bjöd också in utländska koreografer som bland andra Glen Tetley, Ulf Gadd, Mats Ek och Jiri Kylian.
Från 1979 var hon lektor och senare  rektor på Statens balletthøgskole, som från 1996 ingår i Kunsthøgskolen i Oslo. Hon var tjänstledig 1990 för att rädda det konkursdrabbade balettkompaniet Carte Blanche i Bergen vars verksamhet hon lyckades återskapa som Nya Carte Blanche i nya lokaler.
Borg blev Norges första professor i klassisk balett år 2001 och fem år senare tilldelades hon Senter for Dansekunsts Ærespris för sina insatser för norsk dans. Priset utdelades av dåvarande statsminister Jens Stoltenberg efter en balettföreställning på operan.
Hennes självbiografi Dans! utgavs 2003.

## Utmärkelser
- Sankt Olavs orden, Riddare av 1:a klass[5]
- Senter for Dansekunsts Ærespris
- Norsk kulturråds ærespris[9]